# خرچنگ ماه کوچک
خرچنگ ماه کوچک (نام علمی: Matuta planipes) نام یک گونه از سرده خرچنگ ماه است.